# Roberto Alidosi
Roberto Alidosi (... – Imola, 29 novembre 1362) è stato un nobile e militare italiano; fu signore di Imola dal 1350 al 1362.

## Biografia
Venne nominato vicario papale d'Imola nel mese di dicembre 1350 e nel 1356 fu capitano dell'esercito pontificio.
Roberto Alidosi sposò Michelina Malatesta, figlia di Malatesta III Malatesta, signore di Pesaro; dopo la sua morte si risposò con Giacoma Pepoli, della nobile famiglia di Bologna.
Morì nel 1362 a Imola e gli successe il figlio Azzo. Anche l'altro figlio Bertrando fu in seguito signore di Imola.

## Discendenza
Roberto e Giacoma ebbero numerosi figli:
- Luigi
- Azzo (?-1372), terzo signore di Imola
- Bartolomeo
- Alidosio (detto "Todeschino"), sposò Tommasina Gonzaga, figlia di Luigi I Gonzaga, signore di Mantova
- Violante, sposò Guido V da Correggio
- Guglielmo (?-1382), vescovo di Cervia
- Madonna
- Bertrando (?-1391), quarto signore di Imola
- Ragulisio
- Malatesta
- Guido
- Litto (?-1382), vescovo di Imola